# 21 جمادى الآخرة
- السبت
- الأحد
- الاثنين
- الثلاثاء
- الأربعاء
- الخميس
- الجمعة

- 2830 نوفمبر 2024
- 291 ديسمبر 2024
- 12 ديسمبر 2024
- 23 ديسمبر 2024
- 34 ديسمبر 2024
- 45 ديسمبر 2024
- 56 ديسمبر 2024
- 67 ديسمبر 2024
- 78 ديسمبر 2024
- 89 ديسمبر 2024
- 910 ديسمبر 2024
- 1011 ديسمبر 2024
- 1112 ديسمبر 2024
- 1213 ديسمبر 2024
- 1314 ديسمبر 2024
- 1415 ديسمبر 2024
- 1516 ديسمبر 2024
- 1617 ديسمبر 2024
- 1718 ديسمبر 2024
- 1819 ديسمبر 2024
- 1920 ديسمبر 2024
- 2021 ديسمبر 2024
- 2122 ديسمبر 2024
- 2223 ديسمبر 2024
- 2324 ديسمبر 2024
- 2425 ديسمبر 2024
- 2526 ديسمبر 2024
- 2627 ديسمبر 2024
- 2728 ديسمبر 2024
- 2829 ديسمبر 2024
- 2930 ديسمبر 2024
- 3031 ديسمبر 2024
- 11 يناير 2025
- 22 يناير 2025
- 33 يناير 2025

21 جُمادى الآخرة أو 21 جُمادی‌ الثانية أو يوم 21 \ 6 (اليوم الحادي والعُشرون من الشهر السادس) هو اليوم التاسع والستون بعد المائة (169) من أيَّام السنة (أو السبعون بعد المائة لو كان شهر ربيع الآخر مُتممًا لليوم الثلاثين أو الحادي والسبعون بعد المائة لو أتم كلًا من صفر وربيع الآخر ثلاثين يومًا) وفق التقويم الهجري القمري (العربي). يبقى بعده 185 أو 186 يومًا لانتهاء السنة.

## أحداث
- 658هـ - سقوط دمشق في أيدي التتار.
- 1236 هـ - الإعلان عن استقلال اليونان عن الدولة العثمانية.
- 1246 هـ - صدور قانون يسمح بحق التصرف في الأملاك الدينية من قبل دوبومون الحاكم العام الفرنسي بالجزائر.
- 1322 هـ - عقد اتفاق بين فرنسا وإسبانيا يوكل بموجبه الأمن في طنجة لقوة مشتركة فرنسية إسبانية.
- 1336 هـ - الجيش البريطاني يدخل فلسطين.
- 1337 هـ - الطائرات الإنجليزية تقصف مدينتي أسيوط وديروط لمدة يومين وذلك ضمن أحداث الثورة الشعبية على البريطانيين.
- 1342 هـ - سعد زغلول يؤلف أول وزارة شعبية في مصر.
- 1367 هـ - التوقيع على ميثاق بوجوتا لتأسيس منظمة الدول الأمريكية التي تضم جميع دول الأمريكيتين باستثناء كوبا.
- 1370 هـ - تكليف محمود المنتصر بتشكيل الحكومة الاتحادية المؤقتة للدولة الليبية.
- 1393 هـ - فريق اغتيال إسرائيلي يقتل نادلًا مغربيًا في مدينة ليلهامر النرويجية ظنًا منهم أنه القيادي الفلسطيني علي حسن سلامة (قضية ليلهامر).
- 1394 هـ - تأسيس هيئة إحياء النشاط الإسلامي لنشر الدين الإسلامي في السودان ومقاومة التنصير.
- 1402 هـ - تنفيذ حكم الإعدام بخالد الإسلامبولي وخمسة من معاونية بتهمة اغتيال الرئيس المصري محمد أنور السادات.
- 1423 هـ - زعيم حركة الإصلاح الوطني في الجزائر عبد الله جاب الله يعلن بأن حركته ستتزعم المعارضة للحكومة في البرلمان وإنها ستقوم بفضح كل المؤامرات التي تقوم بها الحكومة على دين الجزائر ولغتها وثوابتها الأصلية.
- 1424 هـ - إلقاء القبض على طه ياسين رمضان على يد قوات البشمركة الكردية التي سلمته للقوات الأمريكية.
- 1425 هـ - قوات الشرطة العراقية تغلق مكتب قناة الجزيرة في العاصمة بغداد؛ تنفيذًا لقرار رئيس الوزراء المؤقت إياد علاوي؛ لقيام القناة بما أسماه "إثارة القلاقل"، ذاكرًا أنه شكل لجنة ارتأت أن الجزيرة أثارت الكثير من المشاكل في العراق.
- 1431 هـ -
  - السلطات الصحية في نيجيريا تعلن أن 163 شخصًا لقوا حتفهم جراء التسمم بالرصاص في ولاية زامفارا، منذ بضعة شهور.
  - اللجنة العليا للانتخابات في مصر تعلن نتيجة التصويت في انتخابات التجديد النصفي لمجلس الشورى والتي كانت من مصلحة الحزب الوطني الديمقراطي الحاكم الذي حصل على 60 مقعدًا من بين 64 مقعدًا تم حسم الاقتراع عليها، بينما حصل على الأربع المقاعد الأخرى حزب التجمع الوطني التقدمي الوحدوي والحزب العربي الديمقراطي الناصري وحزب الجيل الديمقراطي وجناح حزب الغد المنشق عن أيمن نور وذلك بمقعد لكل حزب منهم، وجماعة الإخوان المسلمين تعلن عن عدم فوز أيًا من مرشحيها وتوجه الاتهام للحزب الوطني بتزوير الانتخابات.
- 1440 هـ -
  - عبد الرحمن السديس يعلن عن عزم رئاسة شؤون الحرمين إعطاء النساء مناصب قيادية عليا في رئاسة الحرمين.
  - القوات الجوية الهندية تقصف مُعسكرًا لتنظيم جيش مُحمَّد في المنطقة الباكستانيَّة من كشمير بعد تبني التنظيم هجوم بولواما، وباكستان ترد بِهجومٍ آخر على الأراضي الهنديَّة.
- 1445 هـ - اغتيال القائد الفلسطيني صالح العاروري في بيروت.

## مواليد
- 1299 هـ - محمد رفعت، شيخ مقرئ مصري.
- 1321 هـ - رياض القصبجي، ممثل مصري.
- 1364 هـ - زيزي مصطفى، ممثلة مصرية.
- 1377 هـ - إقبال نعيم، ممثلة عراقية.
- 1378 هـ - عبد الأحد مومند، رائد فضاء أفغاني.
- 1380 هـ - لوسي، ممثلة وراقصة شرقية مصرية.
- 1381 هـ - حميد الشاعري، مغني ليبي.
- 1395 هـ - رامي شعبان، لاعب كرة قدم سويدي.
- 1407 هـ - ريم عبد الله، ممثلة سعودية.

## وفيات
- 476 هـ - أبو إسحاق الشيرازي شيخ الشافعية ومدرس النظامية ببغداد.
- 1402 هـ - خالد الإسلامبولي، قاتل الرئيس المصري محمد أنور السادات.
- 1422 هـ - أحمد شاه مسعود، مقاتل أفغاني.
- 1445 هـ - صالح العاروري، قائد عسكري فلسطيني.

## وصلات خارجية
- موقع قصة الإسلام: حدث في شهر جُمادى الآخرة.